# Studies in Religion/Sciences Religieuses
Studies in Religion/Sciences Religieuses est une revue académique bilingue de la théologie. Elle a articles en anglais et français. SAGE Publications (EN) a publié la revue.